# Evgenja Radanova
Evgenia Nikolovna Radanova (Bulgaars: Евгения Николова Раданова) (Sofia, 4 november 1977) is een Bulgaars sportster en politica. Zij nam aan beide edities van de Olympische Spelen deel.

## Carrière
Tijdens de Olympische Winterspelen 2002 won ze zilver op de 500 meter shorttrack. Als lid van de Bulgaarse wielerploeg nam ze in 2004 deel aan de Zomerspelen van Athene. Hierbij behaalde ze geen podiumplaats.
Radanova trainde later in haar carrière in Italië, maar een groot deel van haar leven bracht ze door bij sportclub Slavia Sofia en op de Vasil Levski National Sports Academy in Sofia. Op de sportacademie studeerde ze voor coach. Ze is enkele malen zwaar geblesseerd geraakt, maar wist telkens weer terug te komen. In augustus 2014 werd ze benoemd tot waarnemend minister van Jeugd en Sport in het Kabinet-Bliznasjki, dit bleef ze 7 november 2014. Op die datum werd een nieuw kabinet geïnstalleerd.